# Júsuke Honma
Júsuke Honma (japonsky 本間 勇輔, Honma Júsuke; * 6. června 1952 Kitakjúšú, prefektura Fukuoka) je japonský autor filmové hudby, skladatel a zpěvák. Vystudoval obchodní fakultu na Univerzitě Waseda.

## Biografie
Narodil se v Jahatě, části města Kitakjúšú v prefektuře Fukuoka. Na střední škole hrál ve školním fotbalovém klubu. Po přijetí na obchodní fakultu byl členem vokálního souboru prestižní kapely Univerzity Waseda. Po ukončení školy začal pracovat jako skladatel a hudebník televizních pořadů ve společnosti Fuji Television. Postupně se stal skladatelem dětských pořadů, anime seriálů a herní hudby.
Na začátku 80. let získal trenérskou licenci a začal trénovat fotbal. Byl trenérem fotbalového klubu SC Ósaka Hermano. Od září 2008 do června 2012 pracoval pro prvoligový fotbalový klub Cerezo Ósaka. V roce 2015 se přestěhoval do čtvrti Nomozaki v Nagasaki, kde provozuje hudební vzdělávací zařízení.

## Dílo
Jeho světově nejznámější prací je hudební soundtrack k fantasy seriálu Jú jú hakušo.
- Jú jú hakušo (soundtrack)
- Great Teacher Onizuka (soundtrack)